# Colotini
I Colotini Larsen, 1983, sono una delle tre tribù di Lepidotteri appartenenti alla sottofamiglia Pierinae. Non comprendono nessuna specie europea.

## Tassonomia
Questo taxon comprende 6 generi, suddivisi in 73 specie:
- Calopieris Aurivillius, 1898
- Colotis Hübner, 1819
- Eronia Hübner, 1823
- Hebomoia Hübner, 1819
- Nepheronia Butler, 1870
- Pareronia Bingham, 1907

## Distribuzione e habitat
La tribù è diffusa praticamente solo nell'Africa subsahariana e nell'Estremo Oriente. In Europa (Spagna) è presente Colotis evagore.